# Пьяно
Пьяно (фр. Piano, корс. Pianu) — коммуна во Франции, находится в регионе Корсике. Департамент коммуны — Верхняя Корсика. Входит в состав кантона Казинка-Фумальто. Округ коммуны — Бастия.
Код INSEE коммуны — 2B214.

## Население
Население коммуны на 2008 год составляло 32 человека.
| 1962 | 1968 | 1975 | 1982 | 1990 | 1999 | 2008 |
| ---- | ---- | ---- | ---- | ---- | ---- | ---- |
| 48   | 64   | 54   | 75   | 54   | 36   | 32   |

## Экономика
В 2007 году среди 17 человек в трудоспособном возрасте (15—64 лет) 10 были экономически активными, 7 — неактивными (показатель активности — 58,8 %, в 1999 году было 53,3 %). Из 10 активных работали 7 человек (6 мужчин и 1 женщина), безработными были 3 женщины. Среди 7 неактивных 1 человек был учеником или студентом, 3 — пенсионерами, 3 были неактивными по другим причинам.